# Брягово (Пловдивская область)
Брягово (болг. Брягово) — село в Болгарии. Находится в Пловдивской области, входит в общину Первомай. Население составляет 523 человека.

## Политическая ситуация
В местном кметстве Брягово, в состав которого входит Брягово, должность кмета (старосты) исполняет Петыр Димитров Тенчев (коалиция партий: Болгарская социалистическая партия (БСП), Земледельческий союз Александра Стамболийского (ЗСАС)) по результатам выборов.
Кмет (мэр) общины Первомай — Ангел Атанасов Папазов (коалиция партий: Союз свободной демократии, Земледельческий народный союз) по результатам выборов.